# پروتکل انتقال اخبار شبکه
پروتکل انتقال اخبار شبکه (انگلیسی: Network News Transfer Protocol) یا ان‌ان‌تی‌پی (NNTP)، یک پروتکل ارتباطی در لایه کاربرد است که برای انتقال مقالات اخبار یوزنت  بین سرورهای خبر و همچنین برای خواندن و ارسال مقالات توسط برنامه‌های کاربردی نهایی سمت کاربر مورد استفاده قرار می‌گیرد. 
یوزنت در ابتدا بر اساس شبکه یویوسی‌پی (UUCP) طراحی شده بود و انتقال بیشتر مقالات از طریق لینک‌های تلفنی مستقیم نقطه‌به‌نقطه بین سرورهای خبری انجام می‌شد، که این سرورها معمولاً سیستم‌های اشتراک زمانی قدرتمندی بودند. کاربران برای خواندن یا ارسال مقاله به این کامپیوترها وارد می‌شدند و مقالات را مستقیماً از روی دیسک محلی می‌خواندند.
با گسترش شبکه‌های محلی و مشارکت فزاینده در اینترنت، نیاز به اجرای نرم‌افزارهای خبرخوان روی رایانه‌های شخصی متصل به شبکه‌های محلی به وجود آمد. نتیجه این نیاز، طراحی پروتکل NNTP بود که شباهت زیادی به پروتکل ساده ایمیل‌رسانی داشت، اما برای تبادل مقالات گروه‌های خبری (newsgroups) بهینه‌سازی شده بود.